# Petrov-Affäre
Die Petrov-Affäre ist ein Ereignis der australischen Geschichte. Im Jahr 1954 bat der russische Diplomat Wladimir Michailowitsch Petrow (1907–1991) um politisches Asyl in Australien mit der Begründung, dass er Informationen über einen sowjetischen Spionage-Ring habe, der aus der russischen Botschaft in Australien heraus operiere. Die Russen forderten, dass Petrows Frau nach Russland zurückkehren sollte. Ein großer öffentlicher Aufschrei war die Folge, als sie am Flughafen von Sydney mit Gewalt in ein Flugzeug gesteckt wurde. Die Menge war wütend, da sie glaubte, dass sie von sowjetischen Wachmännern in ihr Geburtsland Russland entführt wurde. Als das Flugzeug in Darwin einen Zwischenstopp einlegte, stellte sich heraus, dass die Wachmänner Waffen trugen. Frau Petrowa wurde bald politisches Asyl gewährt.

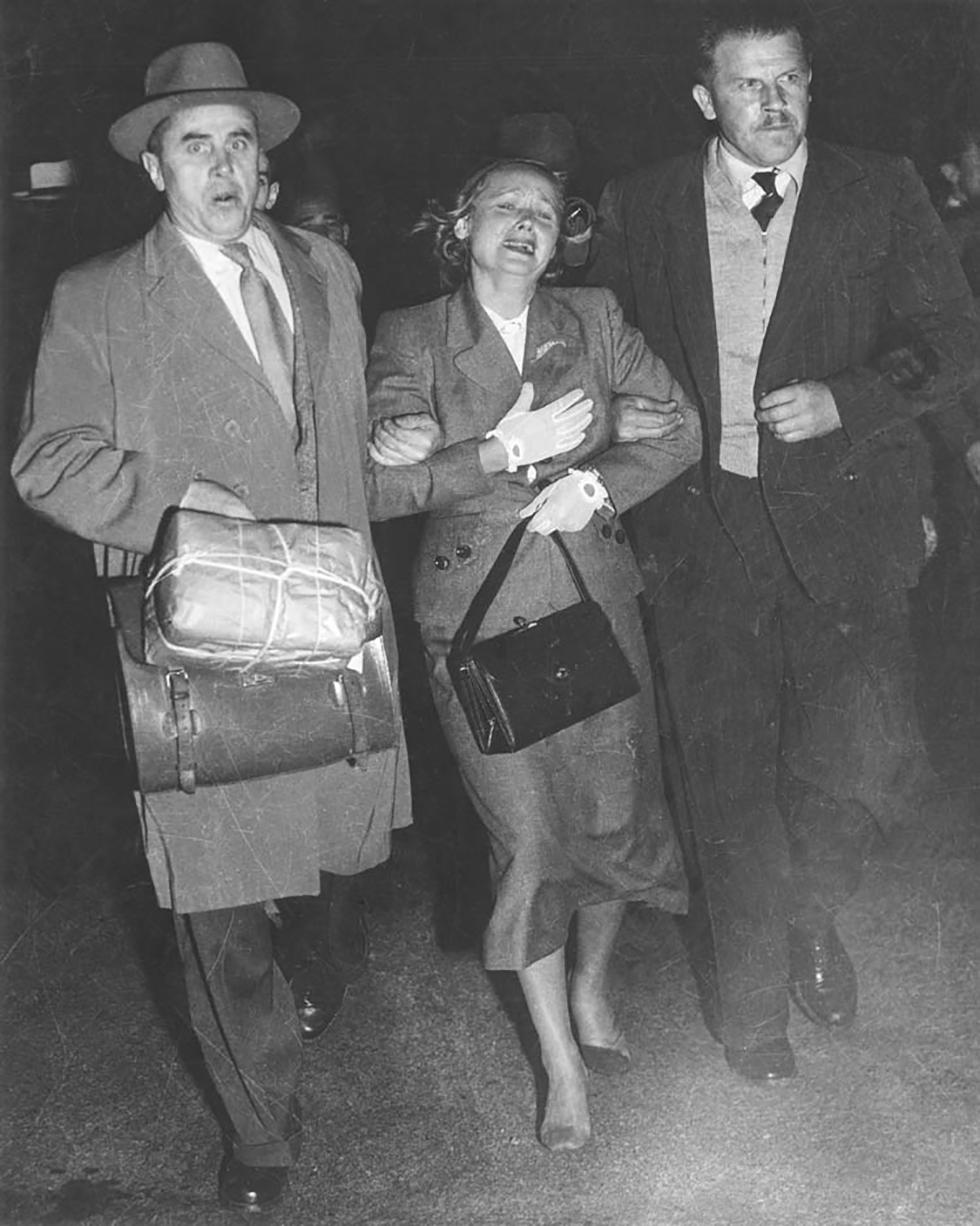
Evdokia Petrova auf dem Kingsford Smith International Airport in Mascot, Sydney sie wird zu einem wartenden Flugzeug von zwei bewaffneten sowjetischen diplomatischen Kurieren (19. April 1954) begleitet.

Dies geschah auf dem Höhepunkt des Kalten Krieges. Die steigende Angst vor dem Kommunismus in Australien führte dazu, dass dieses Ereignis von den Medien äußerst aufsehenerregend dargestellt wurde. Petrow und seine Frau seien sowjetische Spione gewesen, die durch die australische Lebensart zum Kapitalismus bekehrt worden wären.
Der damalige Premierminister Robert Menzies benutzte diese Affäre als Beweis dafür, dass die Bedrohung durch den Kommunismus real und nicht übertrieben sei. Durch die Petrov-Affäre gewann Menzies die nächste Wahl, die australische Labor Party geriet in Unstimmigkeiten, die dazu führten, dass sich die Democratic Labor Party von der Mutterpartei abspaltete. Die DLP war viel antikommunistischer und pro-katholisch.
Die Australier haben die Petrov-Affäre in guter Erinnerung als ihre eigene aufregende Sowjet-Spion-Geschichte, die beinahe eine Umkehrung des Rosenberg-Szenarios darstellt.
Im Frühjahr 2005 fand im Old Parliament House in Canberra (Australien) eine Ausstellung über die Petrov-Affäre statt, die den Vorfall ausführlich dokumentierte. Petrow und seine Frau erhielten neue Identitäten und lebten als australische Bürger in Melbourne. Er starb 1991 im Alter von 84 Jahren und sie 1988 mit 88 Jahren. 